# Homocysteinsäure
L-Homocysteinsäure ist eine chemische Verbindung aus der Gruppe der nichtproteinogenen Aminosäuren.

## Eigenschaften
L-Homocysteinsäure ist das Oxidationsprodukt von L-Homocystein. Sie ist ein Analogon der L-Glutaminsäure. L-Homocysteinsäure aktiviert den NMDA-Rezeptor.
L-Homocysteinsäure aktiviert den Glutamatrezeptor auf der Zunge und löst einen Umami-Geschmack aus.